# Svéd konyhaművészet

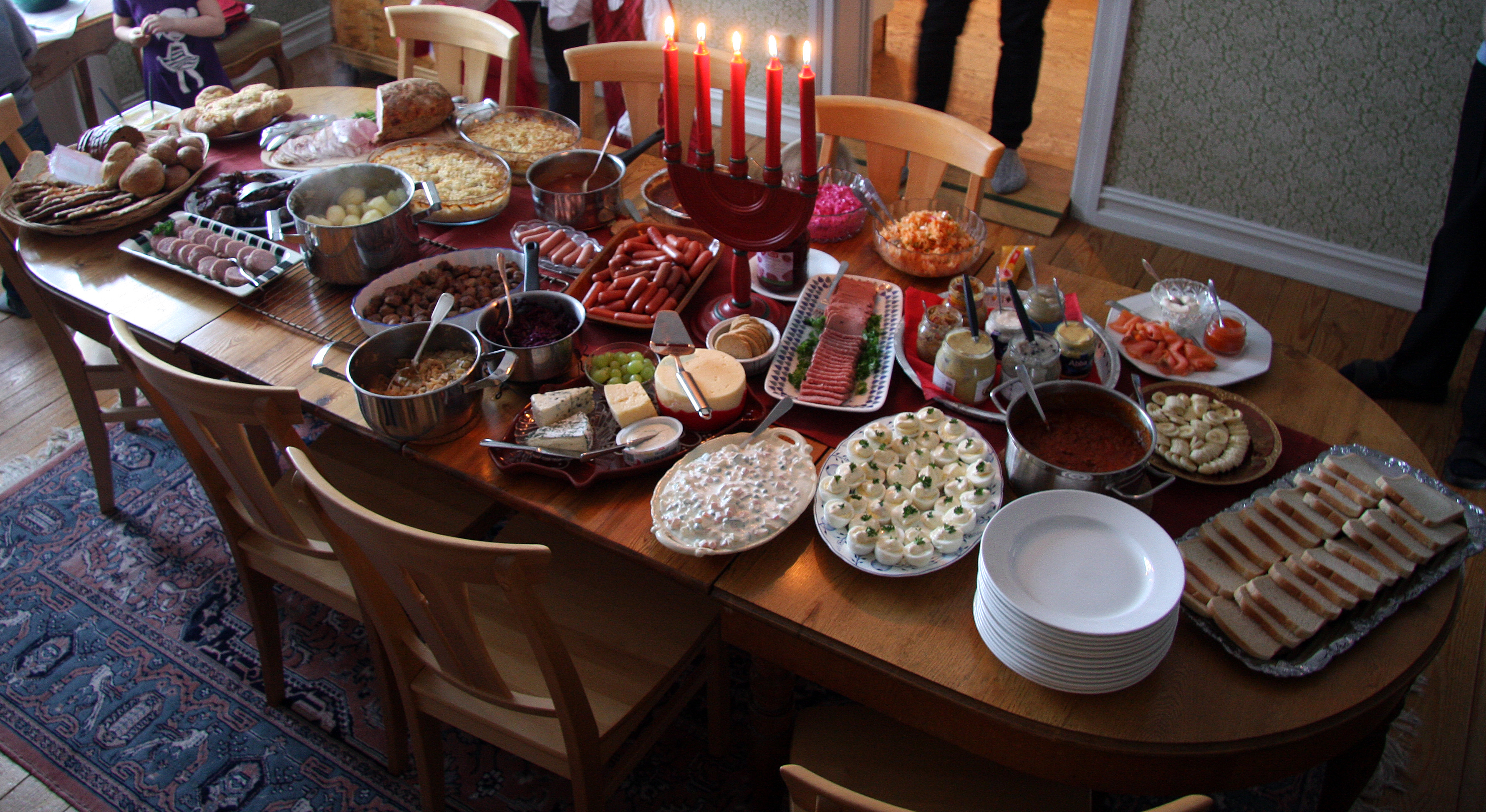
Svédasztal

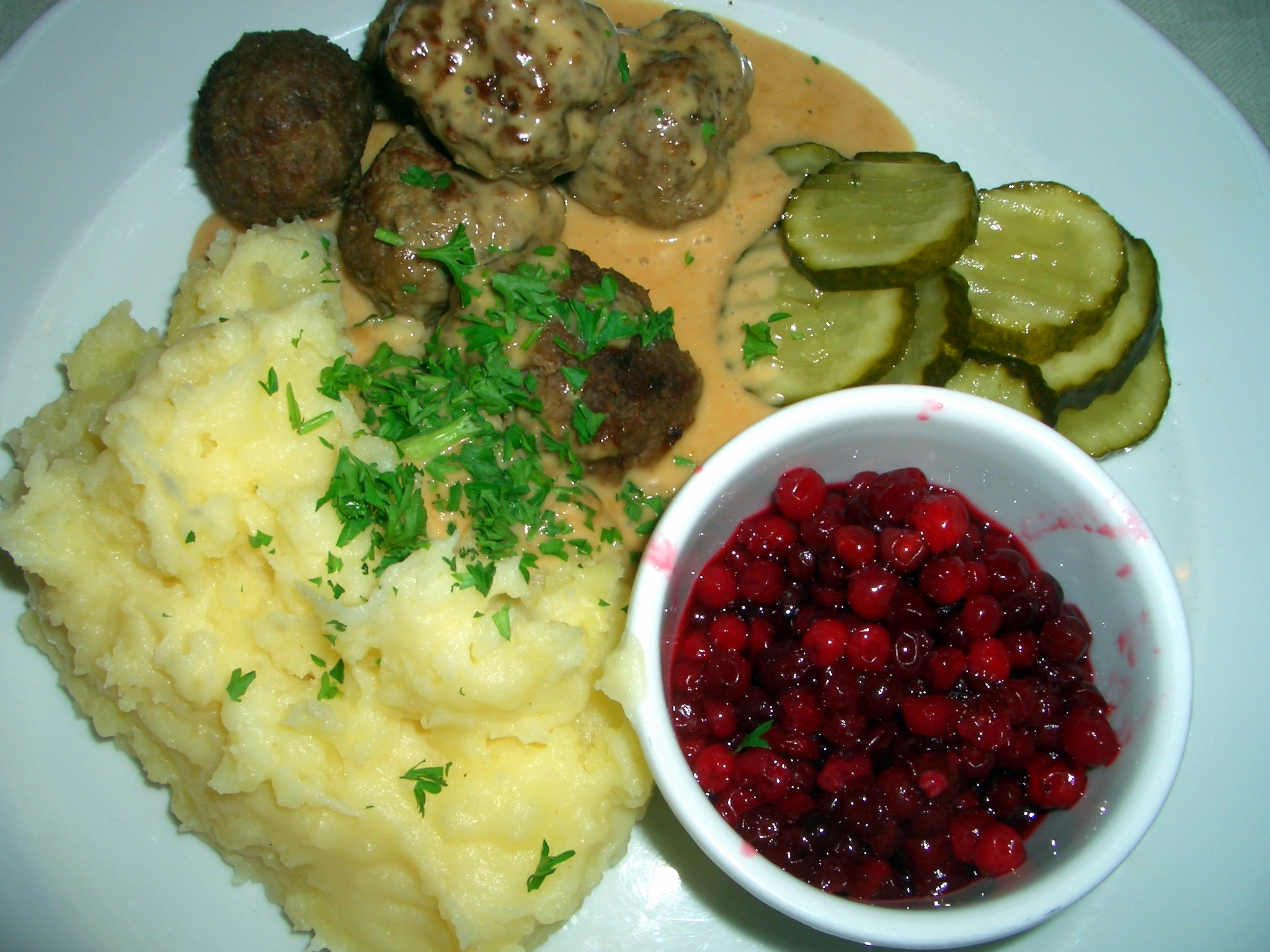
Köttbullar, húsgombóc

A svéd konyhaművészet fő elemei meglehetősen egyszerűek. A tipikus házi kosztot hús és burgonya alkotja, ami lehet vagdalthús, vadhús (rénszarvas és jávorszarvas), disznó vagy marhahús. Halakat és garnélarákot, kaviárt és kagylót is fogyasztanak.
Mivel Svédországban hosszúak a telek, ezért hagyományosan ritkán került az asztalra friss zöldség és gyümölcs. Ebből következik, hogy nem volt jellemző rá a vegetarianizmus. Vitaminforrásnak számítottak az erdei bogyók (törpemálna, vörös és fekete áfonya), amelyekből lekvárokat, mártásokat is készítettek. De manapság természetesen mindenféle gyümölcsöt és zöldséget lehet kapni a boltokban, még télen is.
Általában napi háromszor van étkezés: egy könnyebb reggeli (frukost), általában sajt, kenyér, felvágott – az ebéd (lunch) és a vacsora (middag vagy kvällsmat). Napközben a svédek szívesen isznak kávét, ami mellé fogyasztanak gyakran valami zsömlét, édességet és péksütemény is.

## Általános jellemvonásai
A svéd konyha fontos alkotóelemei a tejtermékek, a pékáruk, a bogyók, a csonthéjas magvú gyümölcsök, a csirke-, marha-, és sertéshús, a tojás, illetve a tenger gyümölcsei. Burgonya is gyakran kerül az asztalra köretként. Kenyérből is sokfélét esznek a svédek: elterjedt a rozskenyér, búzakenyér, zabkenyér, kovászos kenyér, fehér kenyér, barna kenyér, teljes kiőrlésű gabonakenyér, valamint a lepénykenyér. Ezenkívül sűrű gyümölcslevesféleket is előszeretettel fogyasztanak; a csipkebogyóleves és az áfonyaleves különösen közkedvelt, akár hidegen, akár melegen. A vaj, illetve margarin az elsődleges zsírforrás, noha az utóbbi időben népszerűsödött az olívaolaj is. Továbbá erős a cukrászkultúra, melyben kulcsszerepet töltenek be a különböző, igen magas cukortartalmú Kekszek, torták, és fánkok.

## Modern idők étkezése

### Reggeli(frukost)
Egy tipikus svéd reggeli vagy rozskenyérből vagy knäckebrödből áll, sajttal, kaviárral, tojással vagy felvágottal. Gyakran esznek reggelire havregrynsgrötöt, vagyis zabkását, amire tejet öntenek, és lekvárt tesznek a tetejére. Az italok, amiket reggelire fogyasztanak kávéból és gyümölcsléből vagy tejből vagy teából állnak.